# Windows Nashville
Windows Nashville (prije Cleveland) kodno je ime otkazanog izdanja Microsoft Windowsa. Nashville je trebao biti izdan 1996. godine, nakon projekta  Chicago (Windows 95) i prije projekta  Memphis (Windows 98), zbog čega su ga u javnosti nazivali Windows 96. Nashville je trebao bolje povezati  Windows i Internet Explorer kako bi konkurirao Netscape Navigatoru. Nashville je navodno trebao imati kombinirani internetski preglednik i preglednik datoteka, mogućnost otvaranja  Office datoteka u Internet Exploreru pomoću ActiveX kontrola i mogućnost prikazivanja web stranica umjesto pozadine na radnoj površini.
U javnost je procurio build 4.10.999 (u odnosu na build 4.00.950  Windowsa 95, 4.00.1111  Windowsa 95 OSR2 i 4.10.1998  Windowsa 98). Projekt je na kraju otkazan izlaskom Windowsa 95 OSR2. Kodno ime Nashville kasnije je ponovno upotrijebljeno za Windows Desktop Update uključen u Internet Explorer 4.0 koji je donio većinu mogućnosti obećanih za Windows Nashville. Aplikacija Athena PIM kasnije je izdana pod nazivom Microsoft Internet Mail and News. Naknadno je preimenovana u Outlook Express.